# Odiongan
Odiongan is een gemeente in de Filipijnse provincie Romblon op het eiland Tablas. Bij de laatste census in 2007 had de gemeente ruim 42 duizend inwoners.

## Geografie

### Bestuurlijke indeling
Odiongan is onderverdeeld in de volgende 25 barangays:
| - Amatong - Anahao - Bangon - Batiano - Budiong - Canduyong - Dapawan - Gabawan - Libertad - Ligaya - Liwanag - Liwayway - Malilico | - Mayha - Panique - Pato-o - Poctoy - Progreso Este - Progreso Weste - Rizal - Tabing Dagat - Tabobo-an - Tuburan - Tulay - Tumingad |

## Demografie
Odiongan had bij de census van 2007 een inwoneraantal van 42.062 mensen. Dit zijn 2.993 mensen (7,7%) meer dan bij de vorige census van 2000. De gemiddelde jaarlijkse groei komt daarmee uit op 1,02%, hetgeen lager is dan het landelijk jaarlijks gemiddelde over deze periode (2,04%). Vergeleken met de census van 1995 is het aantal mensen met 6.535 (18,4%) toegenomen.

De bevolkingsdichtheid van Odiongan was ten tijde van de laatste census, met 42.062 inwoners op 185,67 km², 191,3 mensen per km².